# باسكية (لباس)

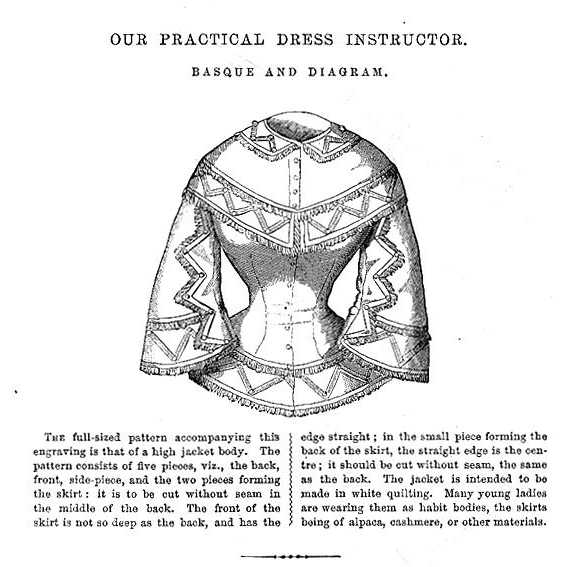
باسكية تاريخية قديمة.

الباسكيّة (بالإنجليزية: Basque)‏ هي قطعة ملابس نسائية لها معنيين مختلفين، معنى تاريخي يشير إلى قطعة ملابس خارجية تشبه الصدار أو السترة كانت ترتدى أصلاً من الباسكيين.
في الوقت الحالي تعني كلمة الباسكية في الأزياء، نوع من الملابس الداخلية النسائية، وهي عبارة عن نوع من المخصّر اسمه تورسوليه، أو قميص داخلي نسائي يشبه المخصر، ويصل طولها إلى الخصر ولكن مع نهدية.

## طالع المزيد
- صدرية
- مخصر